# Massacre del camp de refugiats de Nuseirat
El 8 de juny de 2024, durant una operació de rescat realitzada servei d'intel·ligència israelià, el Xin Bet, i l'exèrcit israelià al camp de refugiats de Nuseirat, al sud de la ciutat de Gaza, almenys 274 palestins van morir i vora 700 van resultar ferits segons el ministeri de sanitat de Gaza funcionaris de salut palestins de l'Hospital Shuhada al-Aqsa i l'Hospital Al-Awda. Segons els informes, l'hospital d'Al-Aqsa es va veure desbordat de víctimes, mentre que les comunicacions es van veure interrompudes per un intens bombardeig israelià. Samuel Johann, representant de Metges Sense Fronteres a Gaza va descriure la situació a l'hospital Al-Aqsa com un "malson".
Quatre ostatges israelians segrestats per Hamàs el 7 d'octubre de 2023 van ser rescatats en l'operació, i segons fonts de Hamàs, tres ostatges més van ser assassinats, inclòs un americà, per la intervenció israeliana, fets que les mateixes forces de defensa d'Israel neguen.

## L'atac
El portaveu de l'exèrcit israelià, Daniel Hagari, va dir que la missió de rescat va tenir lloc al camp de refugiats de Nuseirat, on quatre ostatges estaven guardats en dos blocs d'apartaments residencials separats. Segons els informes, l'operació va implicar centenars de tropes i un fort suport aeri que va bombardejar el camp de refugiats en diverses ocasions.
Membres de les forces especials van entrar al camp de refugiats fent-se passar per refugiats palestins fent veure que fugien de Rafah i camions d'ajuda humanitària, segons fonts de la mitja lluna roja. Segons testimonis locals, vehicles militars israelians van irrompre al campament, coincidint amb un fort bombardeig israelià de grans àrees del camp.
Segons Israel, es va produir un tiroteig entre l'exèrcit israelià i milicians palestins. Segons informes israelians, durant el rescat un vehicle de l'exèrcit va quedar-se bloquejat i l'exèrcit va procedir a bombardejar el camp, cosa que va matar militants i civils. Un resident local i paramèdic va qualificar l'atac com una "pel·lícula de terror" i que els drons i avions de guerra israelians van disparar durant tota la nit contra les cases de la gent i els que intentaven fugir.

## Víctimes
El ministeri de Sanitat de Gaza i personal sanitari palestí van informar que almenys 274 palestins van morir i 698 van resultar ferits entre els bombardejos i l'operació de rescat amb forces terrestres. El portaveu de l'exèrcit israelià, Daniel Hagari, va declarar que Israel era conscient "menys de 100" palestins havien estat assassinats en l'operació. Ni el ministeri de sanitat de Gaza ni Hagari van aclarir quantes víctimes eren civils. Més tard, el ministeri de sanitat de Gaza va informar 64 nens i 57 dones es trobaven entre les víctimes mortals.
Camions i ambulàncies van traslladar les víctimes a l'hospital d'Al-Aqsa per rebre tractament. Abans de la massacre, l'hospital ja s'havia vist desbordat de víctimes civils.

## Reaccions

### Països
- Indonèsia: El país va condemnar les "repetides atrocitats " comeses per Israel a Gaza, inclòs al camp de refugiats de Nuseirat, i va demanar un alto el foc immediat.[19]
- Noruega: El ministre d'afers estrangers de Noruega va comentar a les xarxes socials" Horroritzat pels informes d'una altra massacre de civils a Gaza. Noruega condemna els atacs contra civils en els termes més ferms", va demanar l'alliberament de la resta d'hostatges i va exigir un alto el foc.[20]
- Palestina: El president de l'Autoritat Nacional Palestina, Mahmud Abbas, a través de l'enviat palestí a les Nacions Unides va sol·licitar una sessió d'urgència del Consell de Seguretat de l'ONU per discutir les repercussions de l'operació i les morts civils. Abbas va subratllar la "necessitat urgent d'una intervenció internacional per aturar la catàstrofe humanitària".[14]
- Turquia: El ministre d'afers estrangers turca va condemnar l'atac qualificant-lo d'"atac bàrbar".[21]

### Organitzacions internacionals
- Unió Europea: Josep Borrell, alt representant de la Unió Europea per a Afers exteriors i Política de Seguretat va condemnar el nivell de víctimes al camp de refugiats de Nuseirat com a conseqüència del rescat, titllant-lo "...una altra massacre de civils". També va demanar un alto el foc i l'alliberament de tots els ostatges restants.[22]
- ONU: El secretari general de l'ONU, António Guterres, va declarar que havia enviat missatges a les famílies de dos dels ostatges rescatats per expressar el seu "alleujament perquè ells i dos ostatges més estan ara en llibertat". Guterres va afegir: "Renovo la meva crida per a l'alliberament immediat i incondicional de tots els ostatges i per posar fi a aquesta guerra".[88] La relatora especial de l'ONU, Francesca Albanese, va emetre un comunicat on deia que "Israel ha utilitzat els ostatges per legitimar que es mati, fereixi, mutili, mati de gana i traumatitzi els palestins de Gaza".[23]